# Emily Oster
Emily Fair Oster (ur. 14 lutego 1980) – amerykańska ekonomistka, profesor ekonomii pracująca na Uniwersytecie Browna i w National Bureau of Economic Research. Zajmuje się różnorodnymi zagadnieniami empirycznej mikroekonomii i metodologią eksperymentów; jej badania były opisane w kilku fragmentach bestsellera Superfreakonomia.

## Życiorys

### Wczesne życie i wykształcenie
Urodziła się w rodzinie pary ekonomistów z Uniwersytetu Yale, Sharon M. Oster i Raya C. Faira. 
Gdy miała ok. 21 miesięcy, jej rodzice odkryli, że często rozmawia ze sobą przed zaśnięciem gdy nikogo nie ma w pobliżu. Zaciekawieni, nagrali przy pomocy ukrytego dyktafonu kilka taśm. Ku ich zaskoczeniu, okazało się, że dziewczynka posługiwała się znacznie bardziej rozwiniętą mową gdy była sama, niż gdy rozmawiała z dorosłymi. Podzielili się nagraniami ze znajomą psycholożką, która zainteresowała się tym z perspektywy badawczej. W rezultacie powstała seria opartych o transkrypcje publikacji naukowych poświęconych rozwojowi mowy, zebranych i wydanych w postaci książki (w późniejszym wieku Emily napisała przedmowę do kolejnego wydania).
Studiowała ekonomię na Uniwersytecie Harvarda (B.A. cum laude, 2002 i Ph.D., 2006). 
Już jej publikacje z czasu studiów obejmowały interesujące metody i problemy badawcze, jak analiza danych z loterii Powerball wykorzystująca modelowanie zaprogramowane w języku Fortran, która ujawniła nieoczekiwane wzory zachowań graczy. 
W dysertacji doktorskiej zajęła się tzw. problemem brakujących kobiet: czemu w niektórych krajach płci dzieci znacznie odbiegają od oczekiwanych biologicznie proporcji? Zagadkę tę omawiał wcześniej np. Amartya Sen, wymieniając wśród możliwych wyjaśnień kulturowo usprawiedliwione zaniedbywanie noworodków płci żeńskiej. Oster wysunęła hipotezę, że ważniejszy może być mniej problematyczny moralnie czynnik: wyższa wrażliwość dziewczynek na WZW typu B, i przedstawiła analizy empiryczne dające ku temu przesłanki. Jej wyniki przyciągnęły uwagę mediów, i autorów Freakonomii. 
Po kilku latach wróciła do tego tematu, i biorąc pod uwagę zaproponowane w międzyczasie uwagi metodologiczne, wykonała szerszą i ulepszoną analizę danych, która podważyła poprzednie wyniki. Choć oryginalne badanie przyniosło jej rozgłos, otwarcie przedstawiła jego nieudaną replikację. Ekonomiści tacy jak Tyler Cowen, S. Levitt i M. Clemens wyrazili pogląd, że naukowcy z reguły wzbraniają się przed przyznaniem się do pomyłki, i przedstawili historię hipotezy Oster jako rzadki wzór naukowego, uczciwego podejścia i otwartości na krytykę.

### Praca i dalsze życie
Po studiach uzyskała serię stypendiów pozwalających jej na niezależną pracę naukową m.in. na Harvardzie i Uniwersytecie Chicagowskim. Między 2009–2014 była profesorem Uniwersytetu Chicagowskiego. Zajmowała się m.in. badaniem programów wymierzonych w epidemię AIDS, co omówiła w wykładach popularnonaukowych TED Talks. Od 2006 jest pracowniczką naukową NBER, od 2015 należy do kadry Uniwersytetu Browna.
W 2006 wyszła za mąż za ekonomistę Jessego Shapiro.